# Johann Georg Boxheimer
Johann Georg Boxheimer (* 29. Januar 1877 in Abenheim; † 18. November 1914 als Oberleutnant gefallen in Frankreich) war ein hessischer Politiker (Zentrum) und ehemaliger Abgeordneter der 2. Kammer der Landstände des Großherzogtums Hessen.

## Leben
Johann Georg Boxheimer war der Sohn des Landwirts Johann Boxheimer IV. und dessen Frau Katharina geborene Schreiber. Er studierte Rechtswissenschaften und promovierte zum Dr. jur.
In der 34. und 35. Wahlperiode (1911–1914) war Johann Georg Boxheimer Abgeordneter der zweiten Kammer der Landstände des Großherzogtums Hessen. In den Landständen vertrat er den Wahlbezirk Starkenburg 9/Lampertheim. Johann Georg Boxheimer, der katholischen Glaubens war, blieb unverheiratet und fiel im ersten Kriegsjahr des Ersten Weltkrieges.